# Tepuítyrann
Tepuítyrann (Mionectes roraimae) är en fågel i familjen tyranner inom ordningen tättingar.

## Utseende och läte
Tepuítyrann är en liten tyrann. Fjäderdräkten är olivbrun, med gulbrunt på bröstet och undersidans bakre del. Den skiljs från liknande ockrabukig tyrann på avsaknad av vingband. Sången, som framförs på spelplats, består av en kort, först fallande och sedan stigande metallisk drill. Även kaotiska utbrott av varierade toner liksom vassa tjippande ljud kan höras.

## Utbredning och systematik
Fågeln förekommer i sydöstra Venezuela och västra Guyana. Tidigare behandlades den som underart till McConnells tyrann (M. macconnelli’') men urskiljs numera vanligen som egen art. 

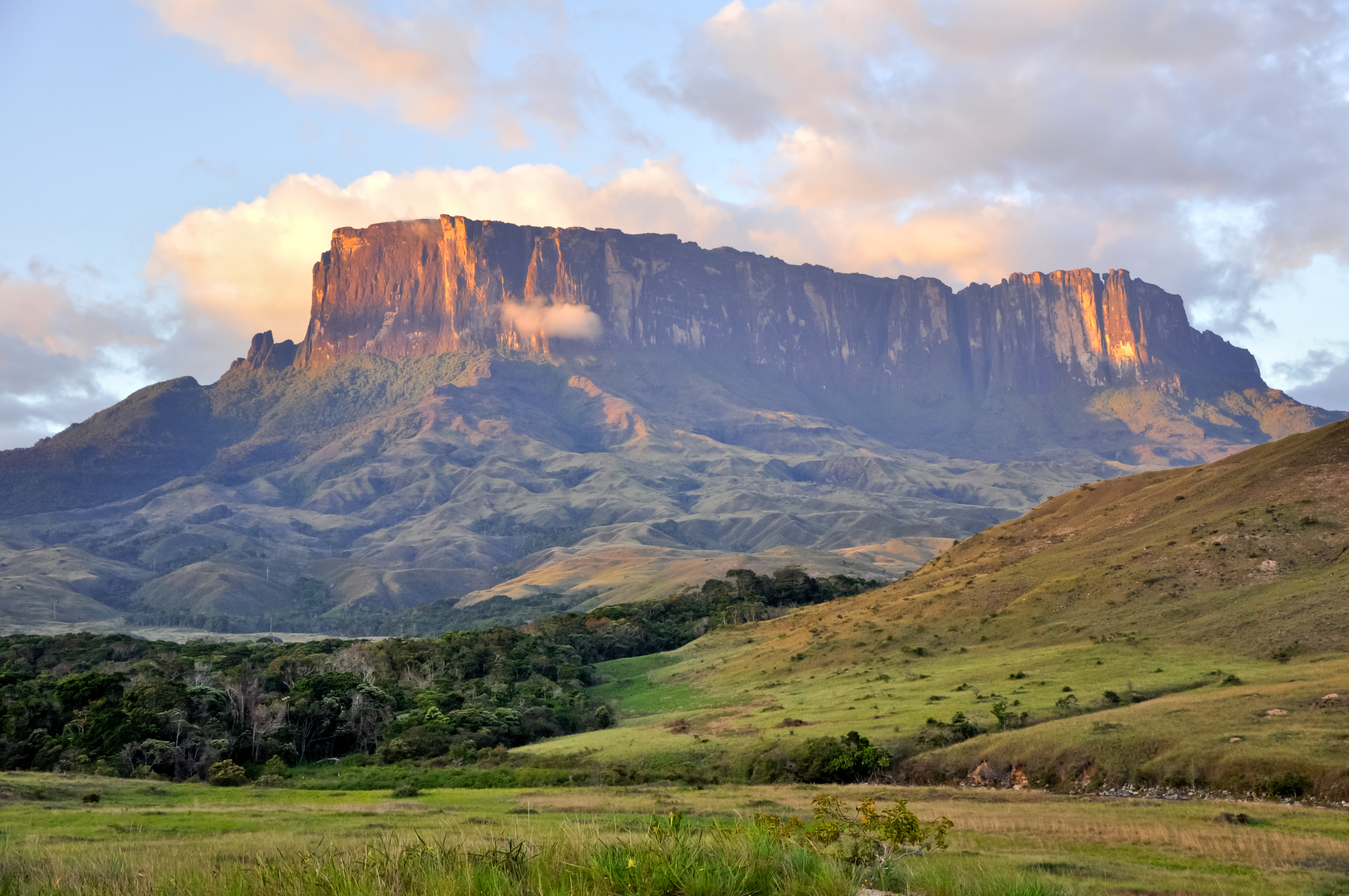
Fågeln förekommer endast på platåberg som kallas tepuier, här Roraima.

### Familjetillhörighet
Arten placeras traditionellt i familjen tyranner. DNA-studier visar dock att Tyrannidae består av fem klader som skildes åt redan under oligocen, pekar på att de skildes åt redan under oligocen, varför vissa auktoriteter behandlar dem som egna familjer. Tepuítyrann med släktingar placeras då i Pipromorphidae.

## Status och hot
Arten har ett stort utbredningsområde, men tros minska i antal, dock inte tillräckligt kraftigt för att den ska betraktas som hotad. Internationella naturvårdsunionen IUCN listar arten som livskraftig (LC).